# Bezirk Janów
Bezirk Janów – dawny powiat (Bezirk) kraju koronnego Królestwo Galicji i Lodomerii, funkcjonujący w latach 1854–1867. Siedzibą starostwa było miasto Janów.

## Historia
Bezirk Janów utworzono w ramach reformy uwłaszczeniowej z okresu Wiosny Ludów (1848–1849), która likwidowała jurysdykcję właściciela ziemskiego nad poddanymi. W Galicji, dominium – jako podstawowa jednostka administracyjna i filar systemu feudalnego straciło rację bytu. Konieczne stało się zatem wprowadzenie nowego systemu administracyjnego, którego zręby powstały w latach 1851–1855. Nowy trójstopniowy podział administracyjny objął 21 cyrkułów (niem. Kreise), 179 małych powiatów (niem. Bezirke) i ponad 6000 gmin (niem. Gemeinde).
Bezirk Janów objął obszar o wielkości 10,0 mil², zamieszkany przez 26.328 ludzi i podzielony na 31 gmin katastralnych, w tym jedno miasto (Janów). Wszedł w skład cyrkułu lwowskiego, jako jeden z jego pięciu powiatów ziemskich. W kolejnych latach gminy Dobrostany, Wola Dobrostańska i Stronna przeniesiono do Bezirk Gródek.
Po nadaniu Galicji autonomii oraz powołaniu samorządu gminnego i powiatowego w 1865 zlikwidowano cyrkuły (Kreise). Dotychczasowe małe powiaty (Bezirke) w liczbie 179, utrzymały się do 1867 roku, kiedy to w następstwie kolejnej reformy administracyjnej (23 stycznia 1867) zostały zastąpione przez 74 większych powiatów. Obszar zniesionego Bezirk Janów wszedł wtedy w skład nowych powiatów gródeckiego i jaworowskiego (vide podział w tabeli poniżej). 19 czerwca 1867 i 1 sierpnia 1878 kilka gmin włączonych do powiatu gródeckiego przeniesiono do powiatu lwowskiego, a gminę Wiszenka przeniesiono z powiatu jaworowskiego do powiatu gródeckiego. 1 lutego 1922 gminę Rokitno przeniesiono z powiatu gródeckiego do powiatu lwowskiego. 1 kwietnia 1929 zniesiono gminę Zalesie, włączając ją do miasta Janowa.

## Podział administracyjny (1854)
| Lp. | Gmina jednostkowa           | Powierzchnia | Ludność | Powiat w 1867 po zniesieniu |
| --- | --------------------------- | ------------ | ------- | --------------------------- |
| 1   | Janów (M)                   | 1462         | 2018    | gródecki                    |
| 2   | Borki Pańskie               | 1381         | 338     | gródecki                    |
| 3   | Karaczynów ze Schönthal     | 1557         | 718     | gródecki                    |
| 4   | Wielkopole z Ottenhausen    | 3673         | 1509    | gródecki                    |
| 5   | Porzecze z Rottenhan        | 1600         | 504     | gródecki                    |
| 6   | Stawki                      | 3891         | 254     | gródecki                    |
| 7   | Stradcz                     | 2469         | 481     | gródecki                    |
| 8   | Wroców                      | 2663         | 939     | gródecki                    |
| 9   | Zalesie                     | 623          | 227     | gródecki                    |
| 10  | Lelechówka                  | 6002         | 292     | gródecki                    |
| 11  | Wereszyca i Majdan          | 6085         | 1198    | gródecki                    |
| 12  | Starzyska i Wola            | 7010         | 1385    | jaworowski                  |
| 13  | Kurniki                     | 5069         | 1237    | jaworowski                  |
| 14  | Wiszenka i Walddorf         | 17227        | 3966    | jaworowski                  |
| 15  | Domażyr                     | 809          | 331     | gródecki                    |
| 16  | Zielów                      | 1512         | 283     | gródecki                    |
| 17  | Żorniska                    | 1076         | 291     | gródecki                    |
| 18  | Jaśniska                    | 1643         | 1032    | gródecki                    |
| 19  | Łozina                      | 2470         | 1038    | gródecki                    |
| 20  | Dąbrowica                   | 2484         | 894     | gródecki                    |
| 21  | Jamelna                     | 1021         | 413     | gródecki                    |
| 22  | Kozice                      | 1079         | 452     | gródecki                    |
| 23  | Rokitno                     | 2951         | 853     | gródecki                    |
| 24  | Stronna (vel Malczyce Małe) | 495          | 367     | gródecki                    |
| 25  | Malczyce Wielkie            | 2659         | 1460    | gródecki                    |
| 26  | Mszana                      | 2058         | 1064    | gródecki                    |
| 27  | Suchowola                   | 1198         | 547     | gródecki                    |
| 28  | Załuże                      | 244          | 273     | gródecki                    |
| 29  | Dobrostany                  | 5423         | 1186    | gródecki                    |
| 30  | Wola Dobrostańska           | 5194         | 577     | gródecki                    |
| 31  | Borki Dominikańskie         | 1879         | 201     | gródecki                    |

Objaśnienie:
(M) = miasto; (m) = miasteczko